# Công viên Romuald Traugutt, Warszawa

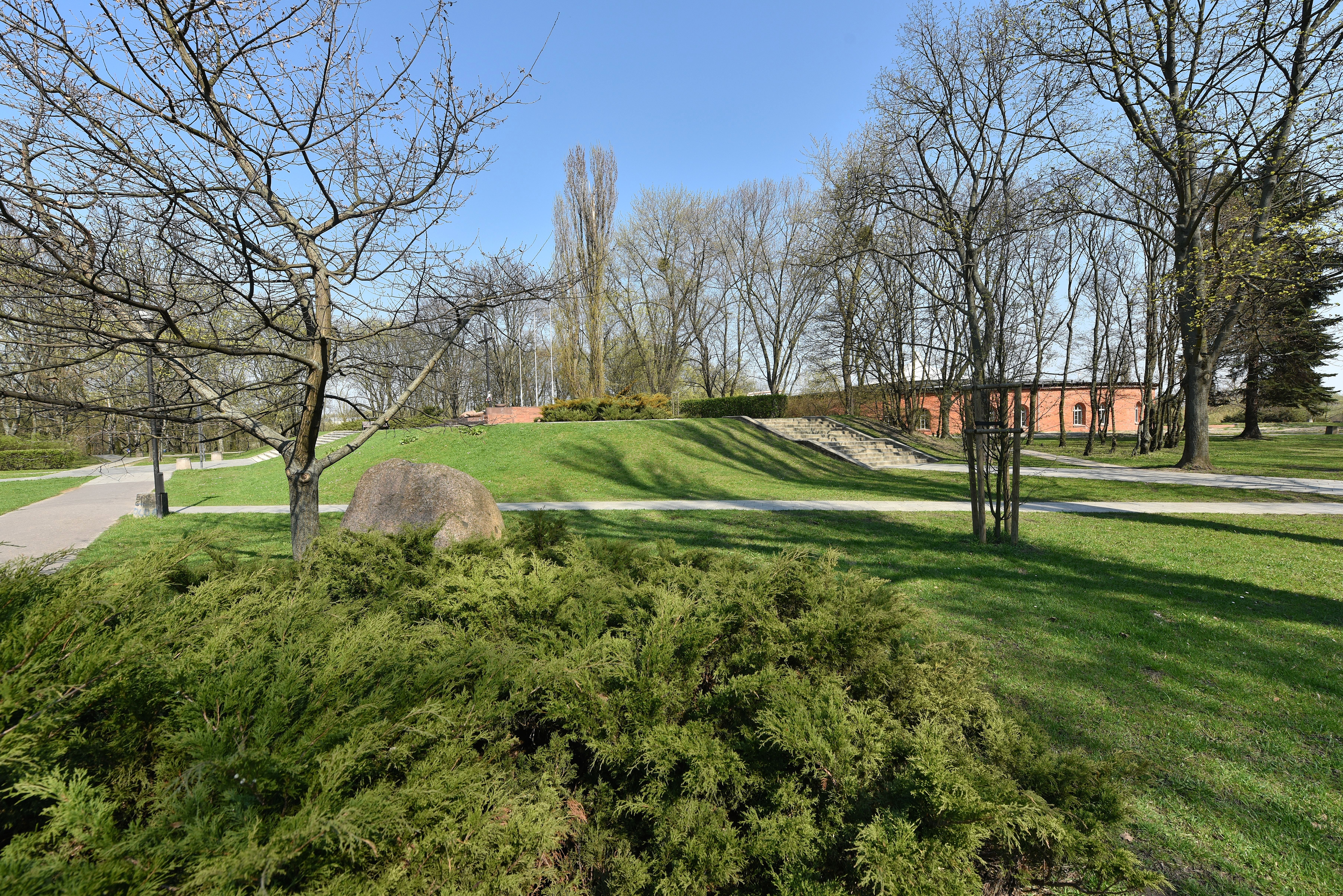
Công viên Romuald Traugutt ở Warsaw (2017)

Công viên Romuald Traugutt ở Warsaw (tiếng Ba Lan: Park im. Romualda Traugutta w Warszawie) là một trong những công viên thú vị nằm ở quận Śródmieście, Warsaw, Ba Lan, với diện tích khoảng 10 ha. Công viên tiếp giáp với các phố: Wybrzeże Gdańskie, Wenedów, Śłomińskiego, Międzyparkowa, Sanguszki và gần Sân vận động Warsaw Polonia.
Trong giai đoạn 1925-1929, Công viên bắt đầu được thành lập dựa theo bản thiết kế của Leon Danilewicz và Stanisław Zadora-Życieński.
Công viên Romuald Traugutt là một trong những kho báu của thành phố, bởi vì ở đó có sự bình yên tĩnh lặng cùng nhiều cây cổ thụ và địa danh. Một nơi tuyệt vời để cư dân cũng như du khách nghỉ ngơi, đọc sách, và hẹn hò cùng nhau. Khi đến đây, mọi người cũng thường chụp ảnh với các địa danh cùng nhiều tác phẩm nghệ thuật giàu tính lịch sử ở Warsaw.

## Địa danh
Một số địa danh và tác phẩm nghệ thuật lâu đời xung quanh Công viên:
- Pháo đài Legionów
- Pháo đài Traugutt
- Suối Hoàng gia, Warsaw
- Tác phẩm điêu khắc "Macierzyństwo" (1903) - tác giả: Wacław Szymanowski (được đặt vào công viên năm 1929) [3]
- Tác phẩm điêu khắc "Samotność" (1965) - tác giả: Zofia Woźna [4]

## Ảnh

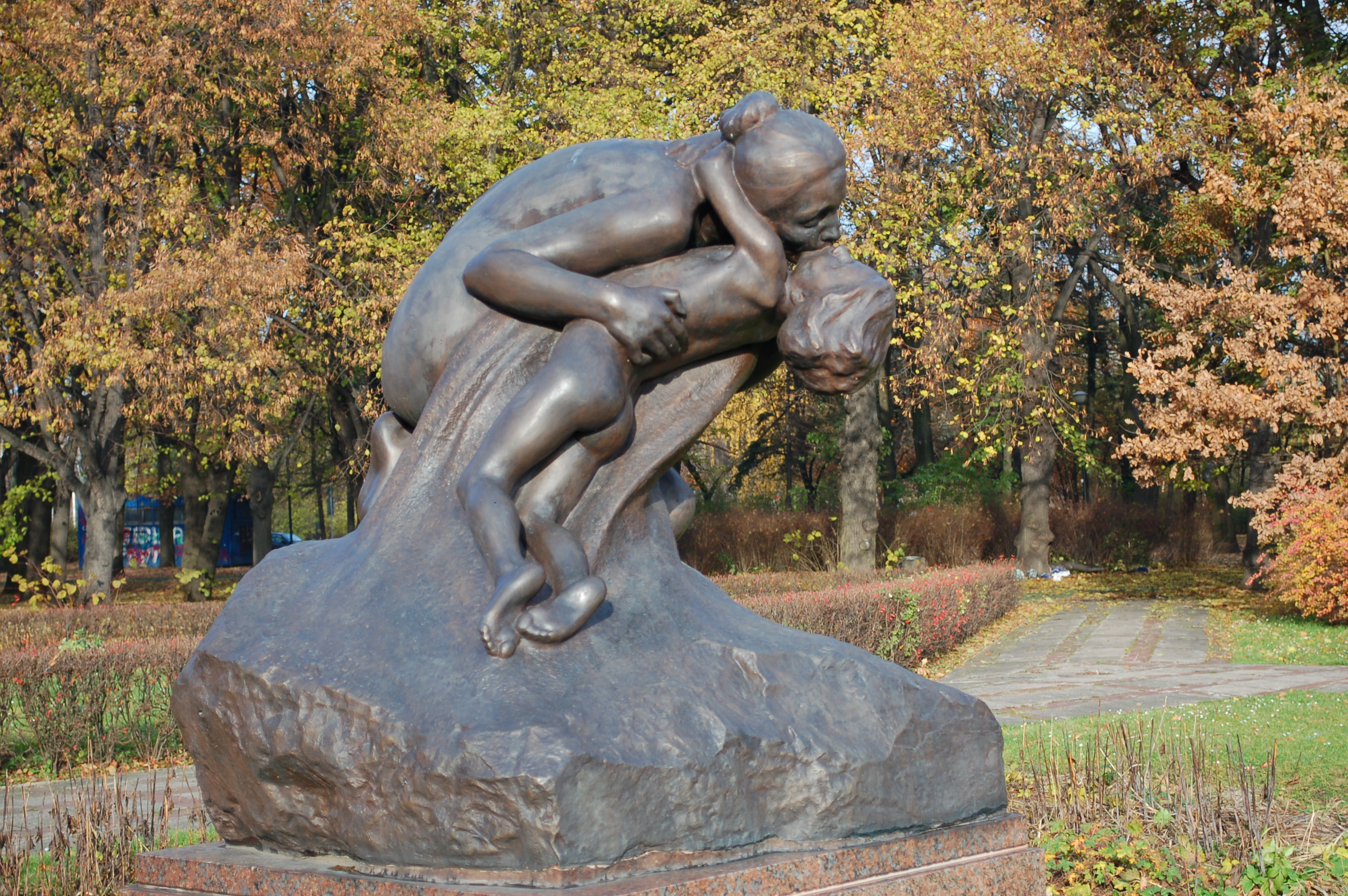
Tác phẩm điêu khắc "Macierzyństwo" (Tình mẫu tử)
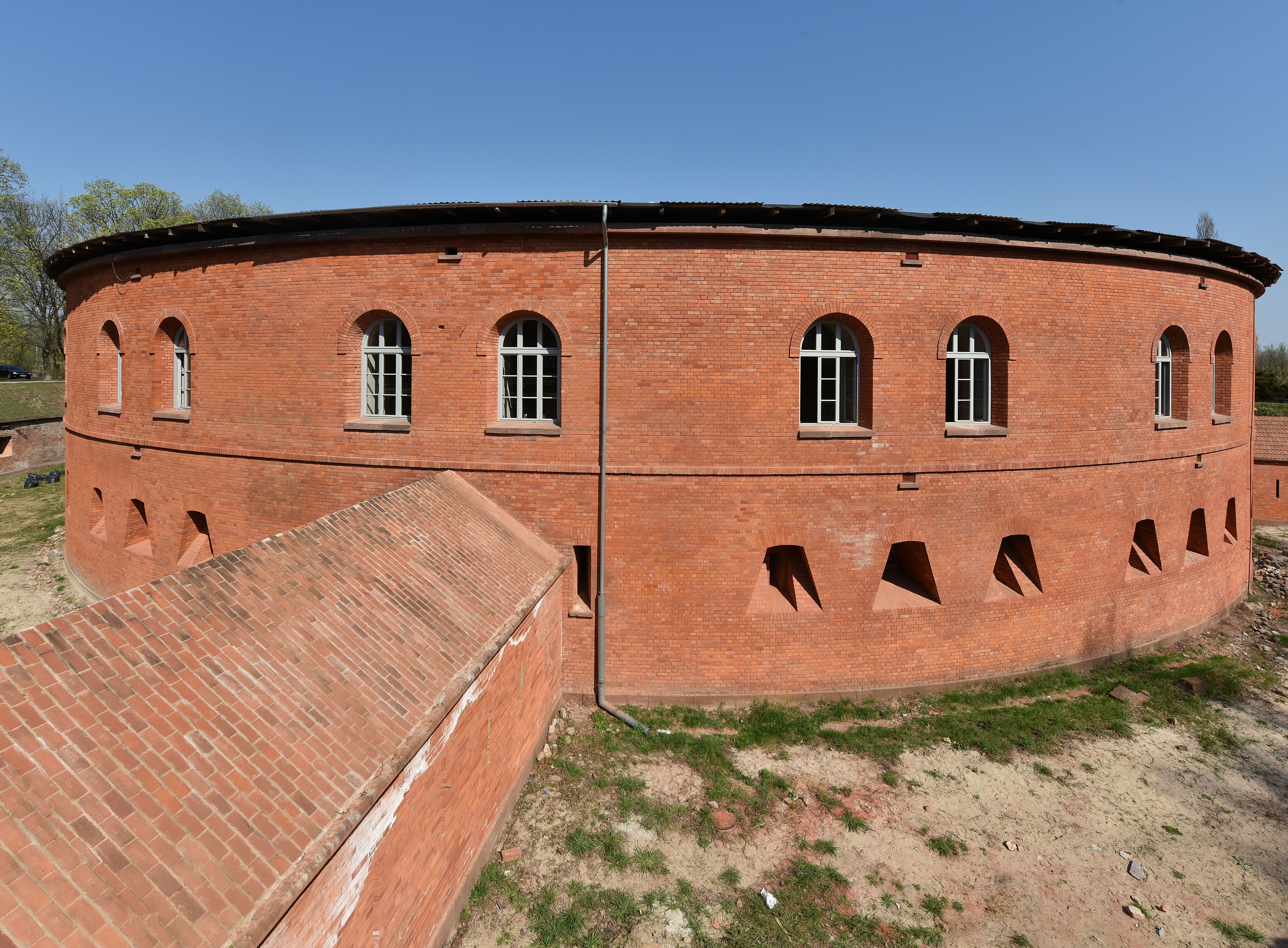
Pháo đài Legionów
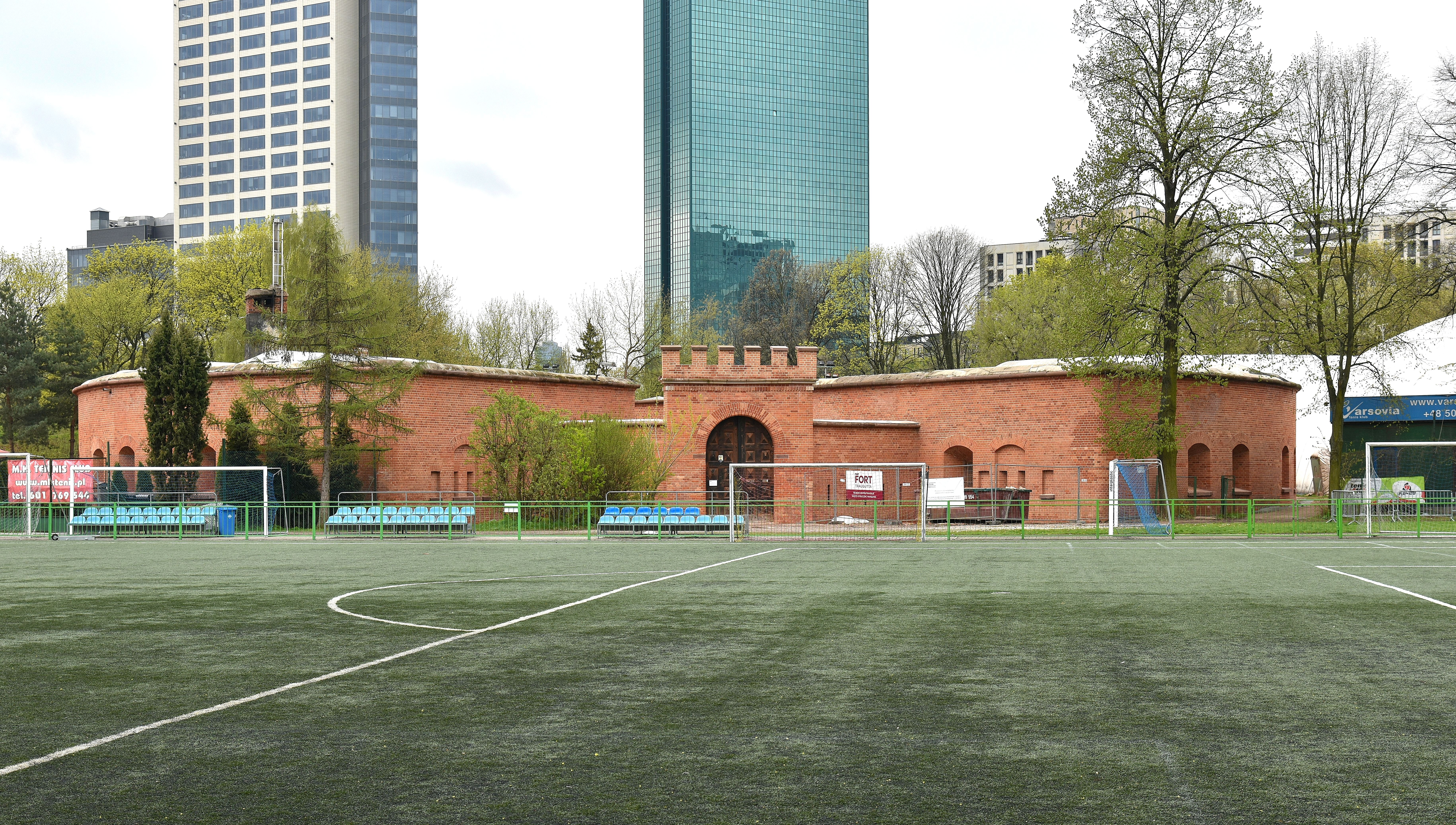
Pháo đài Traugutt
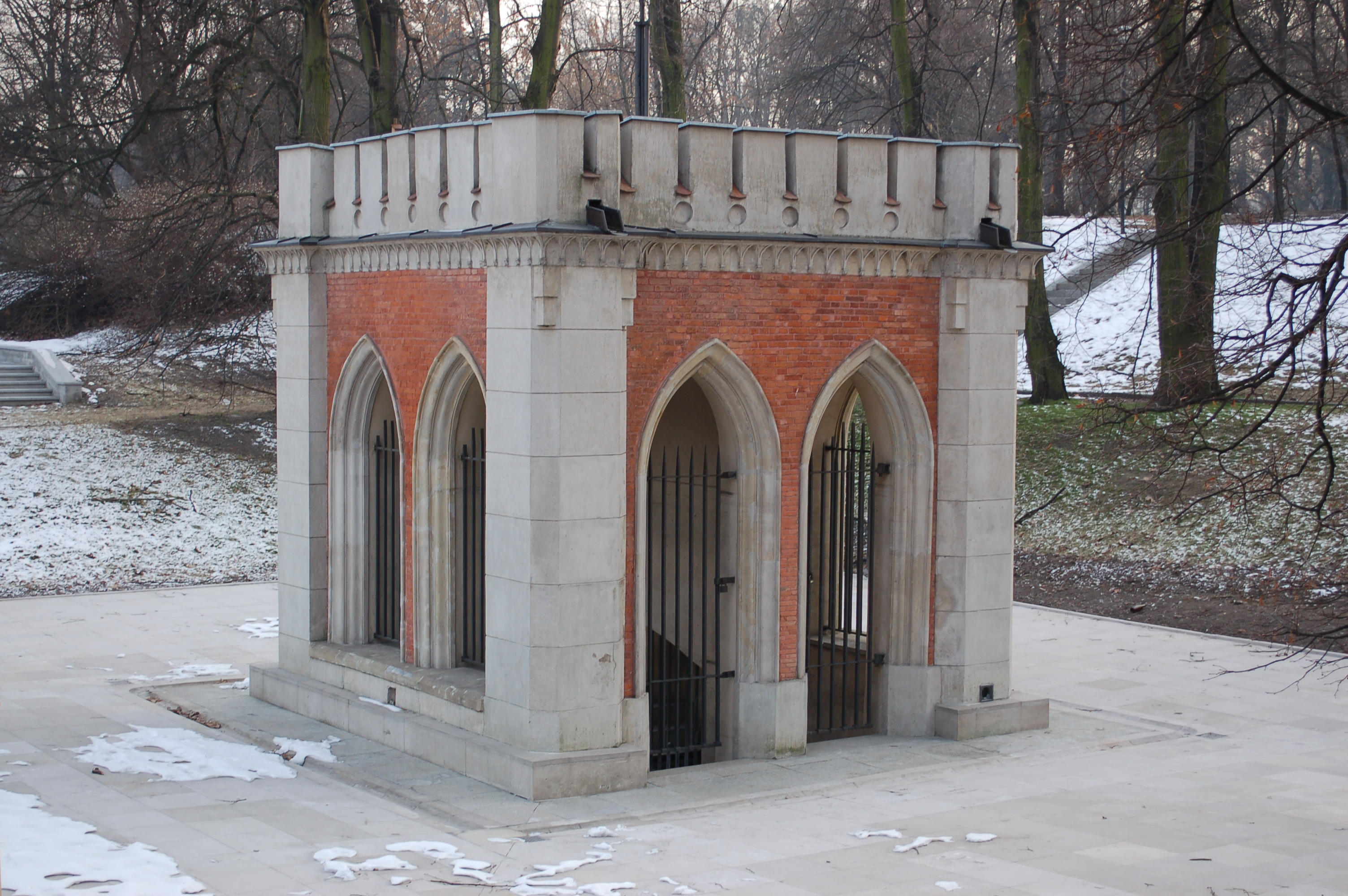
Suối Hoàng gia, Warsaw